# Herserange
Herserange est une commune française située dans le département de Meurthe-et-Moselle en région Grand Est.

## Géographie

### Description
Herserange, située à 277 mètres d'altitude se trouve à 1 km au nord-est de Longwy la plus grande ville des environs.

### Communes limitrophes
Les communes limitrophes sont  Haucourt-Moulaine, Hussigny-Godbrange, Longlaville, Longwy, Mexy et Saulnes.
|        | Longlaville | Saulnes            |
| Longwy | Herserange  | Hussigny-Godbrange |
|        | Mexy        | Haucourt-Moulaine  |

### Hydrographie

#### Réseau hydrographique
La commune est dans le bassin versant de la Meuse au sein du bassin Rhin-Meuse. Elle est drainée par le ruisseau de la Cote Rouge et le ruisseau la Moulaine,.
La Moulaine, d'une longueur de 12 km, prend sa source dans la commune de Tiercelet et se jette  dans la Chiers à Longwy, après avoir traversé six communes. 

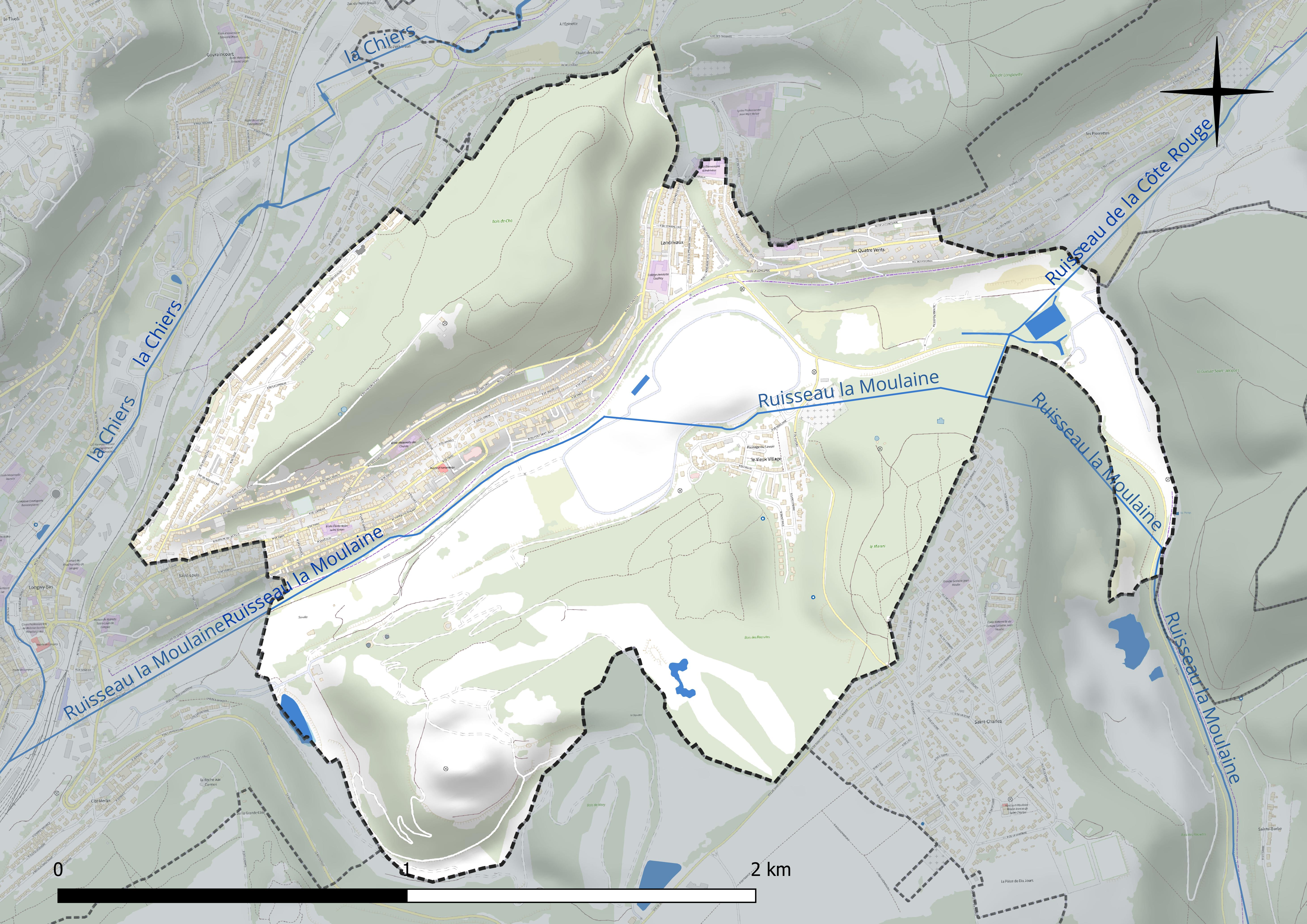
Réseau hydrographique d'Herserange.

#### Gestion et qualité des eaux
Le territoire communal est couvert par le schéma d'aménagement et de gestion des eaux (SAGE) « Bassin ferrifère ». Ce document de planification concerne le périmètre des anciennes galeries des mines de fer, des aquifères et des bassins versants hydrographiques associés qui s’étend sur 2 418 km2. Les bassins versants concernés sont celui de la Chiers en amont de la confluence avec l'Othain, et ses affluents (la Crusnes, la Pienne, l'Othain), celui de l'Orne et ses affluents et celui de la Fensch, le Veymerange, la Kiesel et les parties françaises du bassin versant de l'Alzette et de ses affluents (Kaylbach, ruisseau de Volmerange). Il a été approuvé le 27 mars 2015. La structure porteuse de l'élaboration et de la mise en œuvre est la région Grand Est. 
La qualité des cours d’eau peut être consultée sur un site dédié géré par les agences de l’eau et l’Agence française pour la biodiversité. 

### Climat
Pour des articles plus généraux, voir Climat du Grand Est et Climat de Meurthe-et-Moselle.
En 2010, le climat de la commune est de type climat de montagne, selon une étude du Centre national de la recherche scientifique s'appuyant sur une série de données couvrant la période 1971-2000. En 2020, Météo-France publie une typologie des climats de la France métropolitaine dans laquelle la commune est exposée à un climat semi-continental et est dans la région climatique  Lorraine, plateau de Langres, Morvan, caractérisée par un hiver rude (1,5 °C), des vents modérés et des brouillards fréquents en automne et hiver. 
Pour la période 1971-2000, la température annuelle moyenne est de 9,3 °C, avec une amplitude thermique annuelle de 16,4 °C. Le cumul annuel moyen de précipitations est de 904 mm, avec 13,8 jours de précipitations en janvier et 9,8 jours en juillet. Pour la période 1991-2020, la température moyenne annuelle observée sur la station météorologique de Météo-France la plus proche, « Villette », sur la commune de Villette à 18 km à vol d'oiseau, est de 10,1 °C et le cumul annuel moyen de précipitations est de 909,4 mm. 
La température maximale relevée sur cette station est de 39 °C, atteinte le 25 juillet 2019 ; la température minimale est de −14,8 °C, atteinte le 20 décembre 2009,,. 
Les paramètres climatiques de la commune ont été estimés pour le milieu du siècle (2041-2070) selon différents scénarios d'émission de gaz à effet de serre à partir des nouvelles projections climatiques de référence DRIAS-2020. Ils sont consultables sur un site dédié publié par Météo-France en novembre 2022.

## Urbanisme

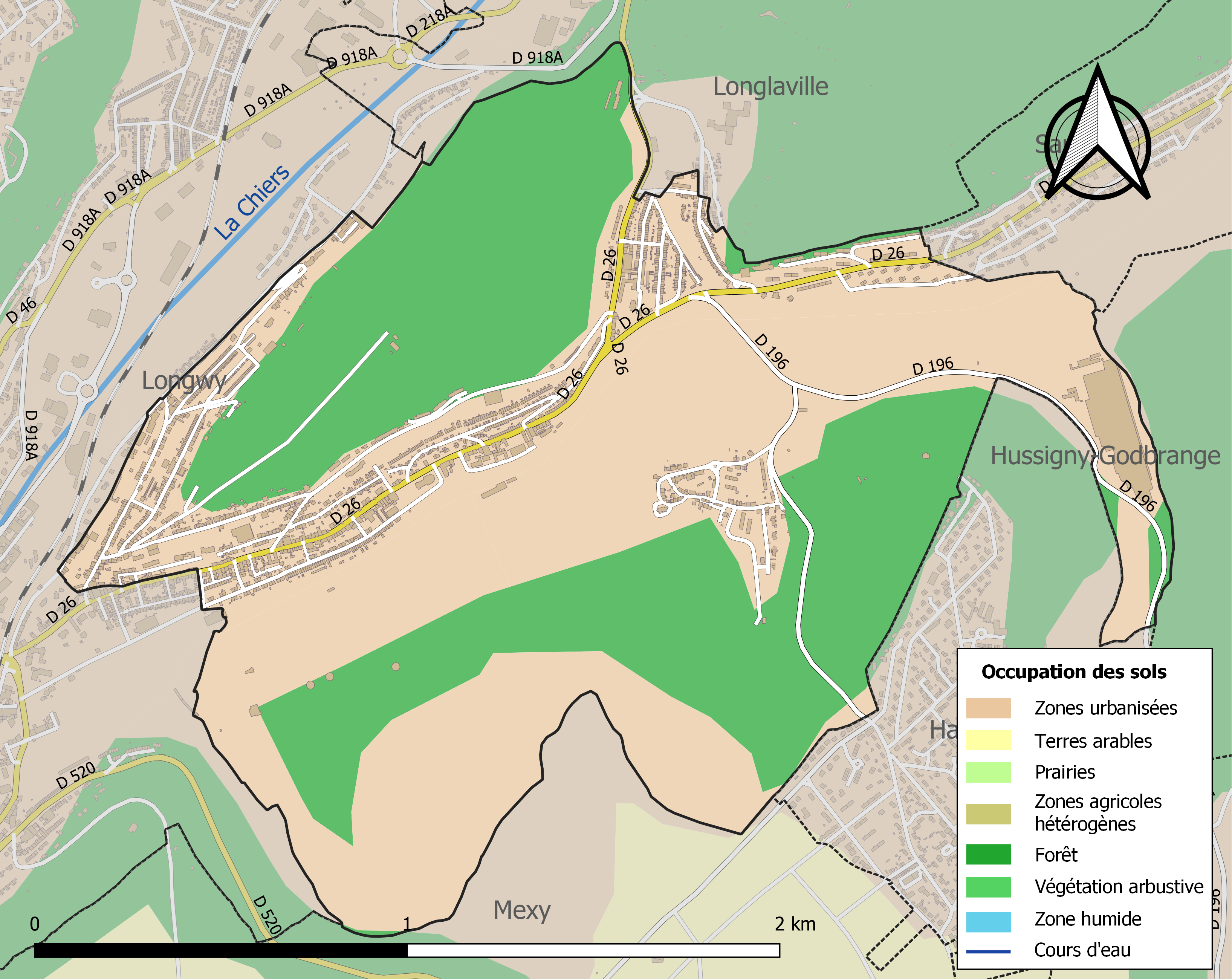
Carte des infrastructures et de l'occupation des sols de la commune en 2018 (CLC).

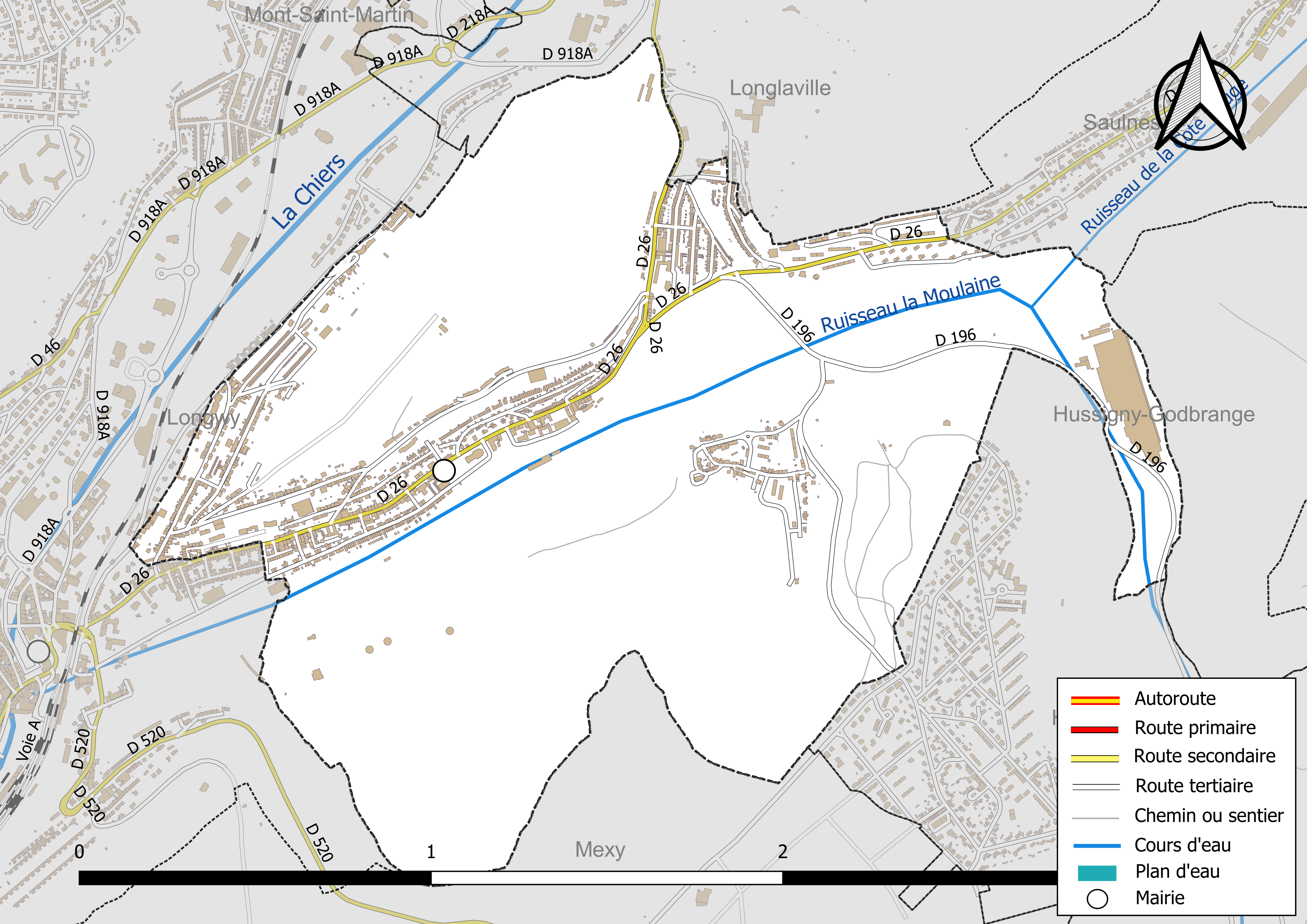
Carte hydrographique et des infrastructures de transport de la commune en 2022.

### Typologie
Au 1er janvier 2024, Herserange est catégorisée centre urbain intermédiaire, selon la nouvelle grille communale de densité à sept niveaux définie par l'Insee en 2022.
Elle appartient à l'unité urbaine de Longwy (partie française), une agglomération internationale regroupant onze  communes, dont elle est une commune de la banlieue,,. Par ailleurs la commune fait partie de l'aire d'attraction de Luxembourg (partie française), dont elle est une commune de la couronne,. Cette aire, qui regroupe 115 communes, est catégorisée dans les aires de 700 000 habitants ou plus (hors Paris),.

### Occupation des sols
L'occupation des sols de la commune, telle qu'elle ressort de la base de données européenne d’occupation biophysique des sols Corine Land Cover (CLC), est marquée par l'importance des territoires artificialisés (59,6 % en 2018), en augmentation par rapport à 1990 (46,7 %). La répartition détaillée en 2018 est la suivante : forêts (40,4 %), zones urbanisées (20,8 %), espaces verts artificialisés, non agricoles (19 %), zones industrielles ou commerciales et réseaux de communication (18,8 %), mines, décharges et chantiers (1 %). L'évolution de l’occupation des sols de la commune et de ses infrastructures peut être observée sur les différentes représentations cartographiques du territoire : la carte de Cassini (XVIIIe siècle), la carte d'état-major (1820-1866) et les cartes ou photos aériennes de l'IGN pour la période actuelle (1950 à aujourd'hui).

### Habitat et logement
En 2020, le nombre total de logements dans la commune était de 2 396, alors qu'il était de 2 276 en 2015 et de 2 294 en 2010.
Parmi ces logements, 82,8 % étaient des résidences principales, 1 % des résidences secondaires et 16,3 % des logements vacants. Ces logements étaient pour 47,6 % d'entre eux des maisons individuelles et pour 51,7 % des appartements.
Le tableau ci-dessous présente la typologie des logements à Herserange en 2020 en comparaison avec celle de Meurthe-et-Moselle et de la France entière. Une caractéristique marquante du parc de logements est ainsi une proportion de résidences secondaires et logements occasionnels (1 %) inférieure à celle du département (2,1 %) et à celle de la France entière (9,7 %). Concernant le statut d'occupation de ces logements, 54,9 % des habitants de la commune sont propriétaires de leur logement (52 % en 2015), contre 57,3 % pour la Meurthe-et-Moselle et 57,5 pour la France entière.
| Typologie                                               | Herserange | Meurthe-et-Moselle | France entière |
| ------------------------------------------------------- | ---------- | ------------------ | -------------- |
| Résidences principales (en %)                           | 82,8       | 88,6               | 82,1           |
| Résidences secondaires et logements occasionnels (en %) | 1          | 2,1                | 9,7            |
| Logements vacants (en %)                                | 16,3       | 9,3                | 8,2            |

## Toponymie
D'un nom de personne germanique Helzelo suivi du suffixe -ing/-ingen francisé en -ange.
Herselange (1273), Herckeringen (XIVe siècle), Hertzerangen (1475), Hercheringa (1570), Hersingen (1611), Herseranges (1756).
En francique luxembourgeois : Hiirkeréng et Hierkeréng.

## Histoire

### Moyen Âge
L'église Saint-Pierre est le plus vieil édifice religieux de la commune, il est le centre historique de la ville avec le vieux village qui a été cité dès 1239.

### Temps modernes
La forge dite de Herserange est fondée en 1553 au lieu-dit le Breuil de l'Aulnois. On considère souvent qu'il s'agit là du premier haut-fourneau de Lorraine.
Dépendait du bailliage de Longwy de 1685 à 1789. Sur le plan religieux, le village est une ancienne cure du diocèse de Trèves dans la doyenné d'Arlon.

### Époque contemporaine
Abandonnée, puis réactivée à plusieurs reprises, la Forge est rachetée en 1861 par le baron d'Adelsward, qui la fait démolir en 1866. C'est dans la première moitié du XIXe siècle (vers 1825) que G. Bernard construit un premier haut fourneau à la Sauvage. En activité jusqu'au milieu du XIXe siècle (vers 1865), l'usine, qui a connu jusqu'à trois hauts-fourneaux, est démolie en 1881.
En 1903, la société sidérurgique Senelle-Maubeuge commence la construction d’habitations afin de loger ses ouvriers.
Le haut-fourneau no 4, situé sur le territoire de la commune de Herserange, est  construit aux alentours de 1912 et faisait partie d'un groupe de 6, sur le site de Senelle. Il est arrêté  en 1988 et est dynamité le 19 juillet 1991.

## Politique et administration

### Rattachements administratifs
La commune se trouve dans l'arrondissement de Briey du département de Meurthe-et-Moselle.
Elle faisait partie de 1801 à 1973  du canton de Longwy, année où elle devient le chef-lieu du canton d'Herserange. Dans le cadre du redécoupage cantonal de 2014 en France, cette circonscription administrative territoriale a disparu, et le canton n'est plus qu'une circonscription électorale.

### Rattachements électoraux
Pour les élections départementales, la commune fait partie depuis 2014 d'un nouveau canton de Longwy porté à hui communes
Pour l'élection des députés, elle fait partie de la troisième circonscription de Meurthe-et-Moselle.

### Intercommunalité
La commune est membre de la communauté d'agglomération dénommée depuis 2021 Grand Longwy Agglomération, un établissement public de coopération intercommunale (EPCI) à fiscalité propre créé en 2017 sous le nom de communauté d'agglomération de Longwy par transformation de la  communauté de communes de l'Agglomération de Longwy  et à laquelle la commune  a transféré un certain nombre de ses compétences, dans les conditions déterminées par le code général des collectivités territoriales.
Cette communauté de commune avait elle-même été créée en 2002 par transformation d'un district constitué en 1960 et dont Herserange était membre fondateur.
La commune est également membre de l'Agglomération transfrontalière du pôle européen de développement.

### Tendances politiques et résultats

#### Élections municipales et communautaires
Lors du premier tour des élections municipales de 2014 en Meurthe-et-Moselle, la liste DVD menée par le maire sortant Gérard Didelot obtient la mmajorité absolue des suffrages exprimés, avec 846 voix (64,67 %, 23 conseillers municipaux élus dont 3 conseillers communautaires), devançant très largement celle MoDem menée par Isabelle Karleskind, qui a recueilli 462 voix (35,32 %, 4 conseillers municipaux élus dont 1 communautaire).
Lors de ce scrutin, 48,88 % xdes électeurs se sont abstenus.
Lors des élections municipales de 2020 en Meurthe-et-Moselle, la liste DVD menée par le maire sortant Gérard Didelot est la seule candidate et obtient donc la totalité des suffrages exprimés, soit 351 voix et est élue en totalité, lors d'un scrutin marqué parf la Pandémie de Covid-19 en France où 83,65 % des électeurs se sont abstenus et 12,47 % des votants ont choisi un bulletin blanc ou nul.

#### Autres élections
Au premier tour de l'élection présidentielle de 2017, les quatre premiers candidats sont Jean-Luc Mélenchon (31,85 % des suffrages  exprimés), Marine Le Pen (24,25 %), Emmanuel Macron (19,41 %) et François Fillon (9,36 %). 
Au second tour, le candidat élu Emmanuel Macron obtient 891 voix (64,66 %) et Marine Le Pen 487 voix (35,34 %), lors d'un scrutin où33,48 % des électeurs se sont abstenus.
Au premier tour de l'élection présidentielle de 2022, les quatre premiers candidats sont Jean-Luc Mélenchon (30,91 %), Marine Le Pen (27,39 %, Emmanuel Macron (22,38 %) et Éric Zemmour 6,10 %. 
Au second tour, le candidat élu Emmanuel Macron obtient 584 voix (51,32 % des suffrages exprimés) et Marine Le Pen 554 voix (48,68 %), lors d'un scrutin où 44,79 % des électeurs se sont abstenus.

### Liste des maires
| Période                                  | Période                   | Identité            | Étiquette | Qualité |
| ---------------------------------------- | ------------------------- | ------------------- | --------- | --- |
| Les données manquantes sont à compléter. |                           |                     |           | |
|                                          | avril 1943                | André Gobert        |           | Ingénieur électricien                                                                                        |
| Les données manquantes sont à compléter. |                           |                     |           | |
| 1943                                     | mars 1977                 | Francis L'Hôtellier | SE-Mod.   | Ingénieur et directeur d'usine Président de l'Union des maires du canton de Longwy                           |
| mars 1977                                | mars 2001                 | Victor Zaffagni     | DVD       | Chevalier de la Légion d’honneur                                                                             |
| mars 2001                                | En cours (au 6 juin 2023) | Gérard Didelot      | DVD       | Employé retraité Vice-président de la CA Grand Longwy Agglomération (2020 → ) Réélu pour le mandat 2020-2026 |

## Population et société

### Démographie
L'évolution du nombre d'habitants est connue à travers les recensements de la population effectués dans la commune depuis 1793. Pour les communes de moins de 10 000 habitants, une enquête de recensement portant sur toute la population est réalisée tous les cinq ans, les populations de référence des années intermédiaires étant quant à elles estimées par interpolation ou extrapolation. Pour la commune, le premier recensement exhaustif entrant dans le cadre du nouveau dispositif a été réalisé en 2006.

En 2022, la commune comptait 4 176 habitants, en évolution de −4,4 % par rapport à 2016 (Meurthe-et-Moselle : −0,13 %, France hors Mayotte : +2,11 %).
| 1793 | 1800 | 1806 | 1836 | 1841 | 1861 | 1866 | 1872 | 1876 |
| ---- | ---- | ---- | ---- | ---- | ---- | ---- | ---- | ---- |
| 132  | 139  | 160  | 424  | 471  | 368  | 549  | 728  | 870  |

| 1881  | 1886  | 1891  | 1896  | 1901 | 1906  | 1911  | 1921  | 1926  |
| ----- | ----- | ----- | ----- | ---- | ----- | ----- | ----- | ----- |
| 1 291 | 1 335 | 1 500 | 2 164 | 944  | 1 498 | 2 283 | 3 247 | 6 240 |

| 1931  | 1936  | 1946  | 1954  | 1962  | 1968  | 1975  | 1982  | 1990  |
| ----- | ----- | ----- | ----- | ----- | ----- | ----- | ----- | ----- |
| 7 824 | 6 315 | 5 525 | 7 009 | 7 492 | 7 044 | 6 626 | 4 918 | 4 240 |

| 1999  | 2006  | 2011  | 2016  | 2021  | 2022  | - | - | - |
| ----- | ----- | ----- | ----- | ----- | ----- | - | - | - |
| 4 327 | 4 347 | 4 437 | 4 368 | 4 253 | 4 176 | - | - | - |

### Sports et loisirs
- Piscine municipale de Herserange.

## Culture locale et patrimoine

### Lieux et monuments
- Le château dit d'Adeslward construit vers 1865[35] dans le vallon de la Moulaine, à l'emplacement d'une forge établie en 1558 auprès d'un étang, pour le maître de forges Oscar d'Adelsward, passé en possession du banquier Thomas puis de la Société des aciéries de Longwy (de 1947 à 1951). Le site et le château ont été entièrement bouleversés pour laisser la place à une centrale au gaz de haut fourneau (cette centrale est aujourd'hui démantelée).

- La fontaine de Vulcain en céramique émaillée, haute de 7 mètres, en hommage aux premiers sidérurgistes de la vallée, rue de Paris, sculptée par Jacques G. Peiffer.

- L'ancien château des Hauts-Fourneaux de la Chiers a été reconverti en manufacture d'Émaux de Longwy (Faïencerie Saint-Jean-l'Aigle). Il abrite aujourd'hui la fabrique, son musée technologique, sa bibliothèque de 700 ouvrages techniques et son centre de formation professionnelle aux métiers de la céramique. Les collections présentent des céramiques du XVIIIe au XXe siècle de nombreux maîtres tels Aubé, Carrier-Belleuse, Clodion, Collinot, Deck, Gaidan, Gallé, Lachenal, Majorelle, Mougin, Mucha, Parvillée, Rodin, Schuller. Toutes les techniques de la céramique sont représentées et étudiées : poterie vierge, poterie « vernissée, glaçurée, émaillée, engobée », terre à feu, faïence stannifère, majolique, barbotine, terre de pipe, grès commun et fin, parian, terre de Lorraine, porcelaine naturelle et artificielle.

- Église paroissiale Saints-Pierre-et-Paul au lieu-dit Vieux village fut construite entre 1755 (date donnée par des ancres placées sur la façade nord de la nef) et 1757 (date portée par la clef de la porte sud de la tour clocher), au temps de l'abbé Nicolas Ganot. Elle a remplacé une église qui avait été ruinée pendant la guerre de Trente Ans et restaurée en 1725 aux frais du curé Nicolas Warnier, qui avait en même temps fait construire la sacristie. Elle fut restaurée en 1873[36], aux frais des barons Adelsward, Oscar, maître de forges à Herserange, et Georges, ambassadeur de Suède, sur des plans présentés par leurs soins en 1872. Le clocher fut exhaussé à cette époque. Elle est abandonnée depuis de nombreuses années au profit de l'église de la nouvelle agglomération d'Herserange. Un oculus du XIIIe siècle est en remploi dans le mur est du chœur.

- Église paroissiale Notre-Dame-de-Senelle fut construite de 1924 à 1928, aux frais de la société métallurgique Senelle-Maubeuge, et consacrée en 1928, à la suite de l'accroissement de la population et le déplacement de l'agglomération dans la vallée de la Moulaine (liés au développement de la sidérurgie).

- Église de Landrivaux moderne aujourd'hui désaffectée.

Le haut-fourneau n° 4 en août 2007
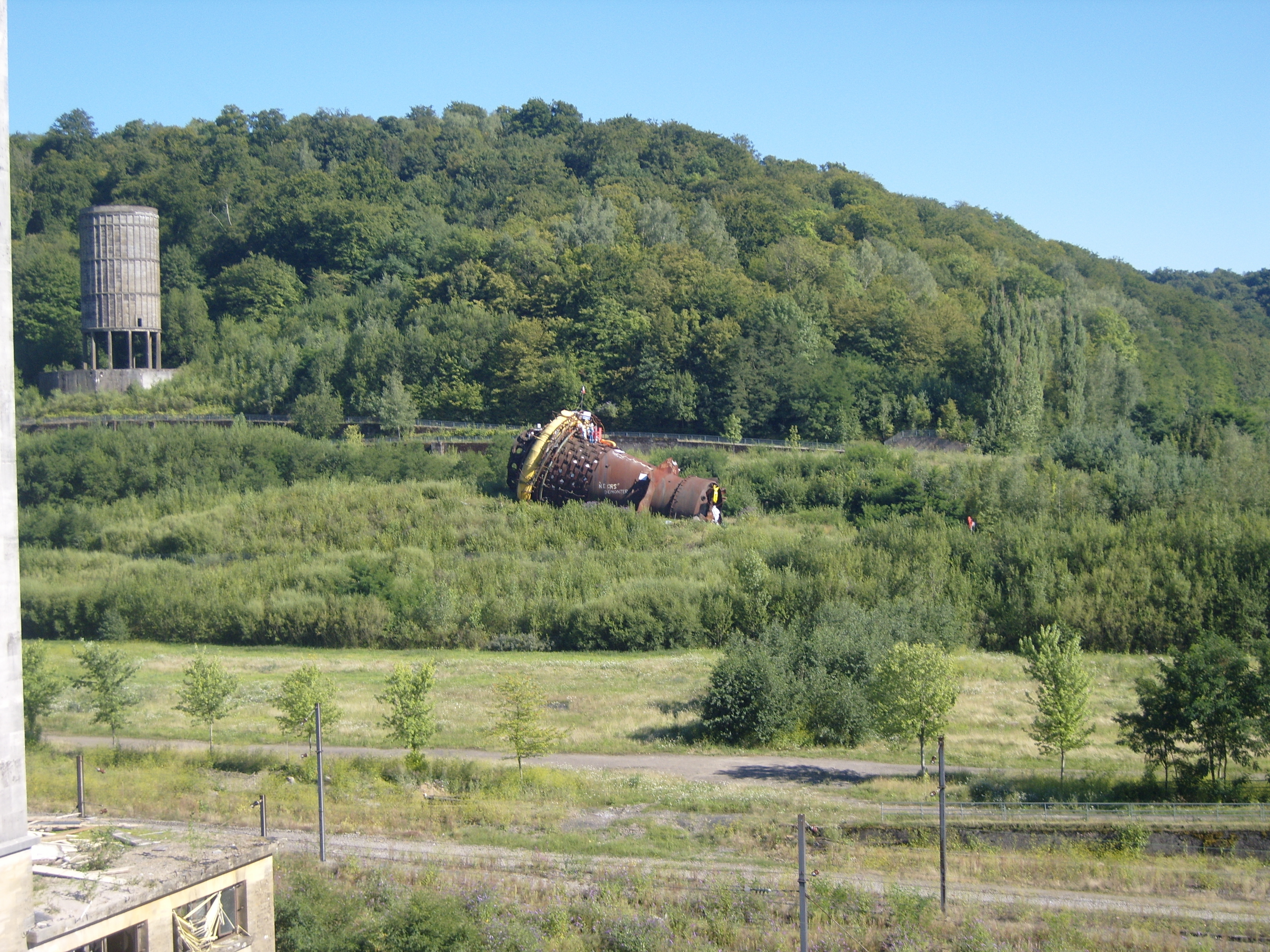
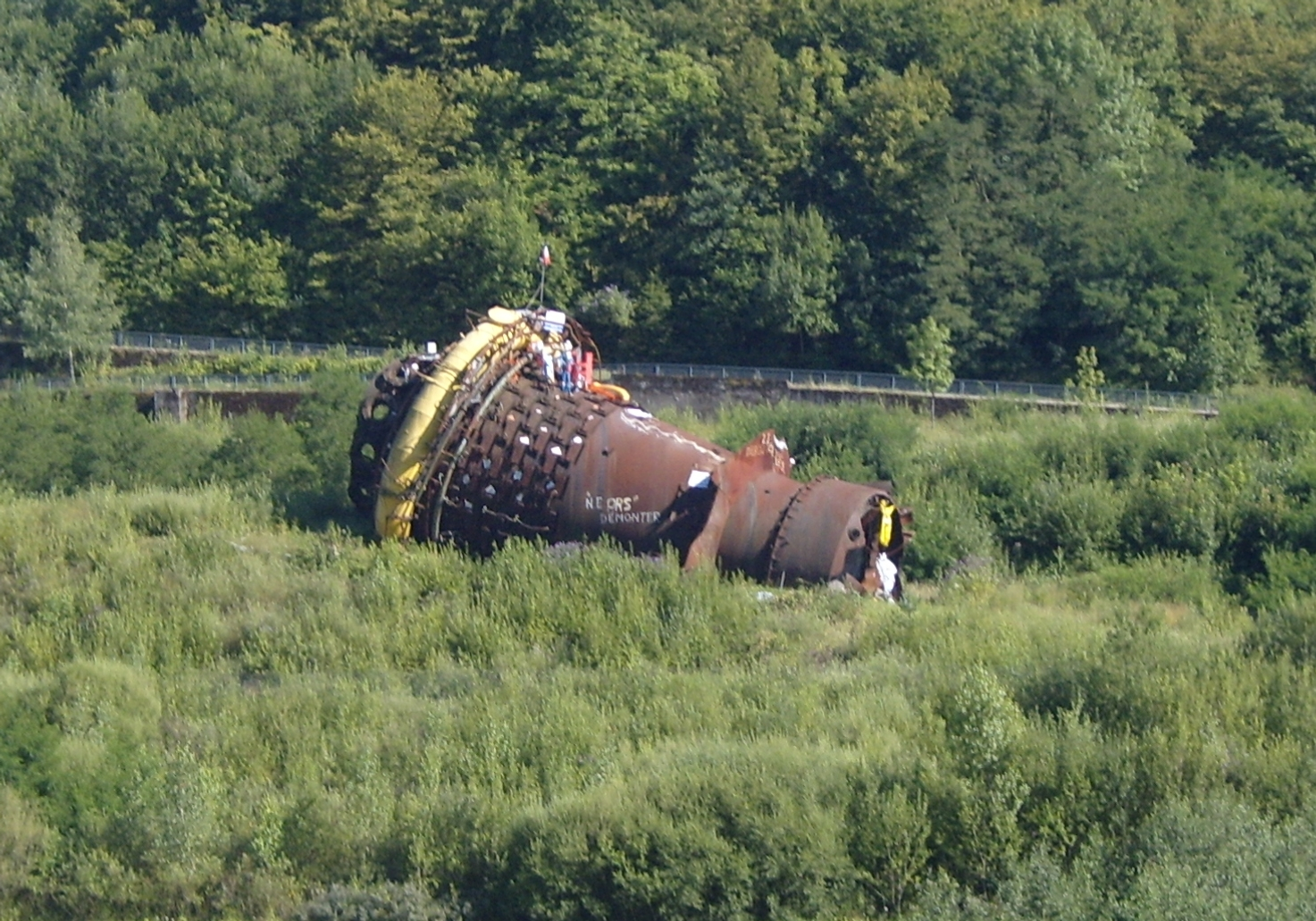

Édifices religieux
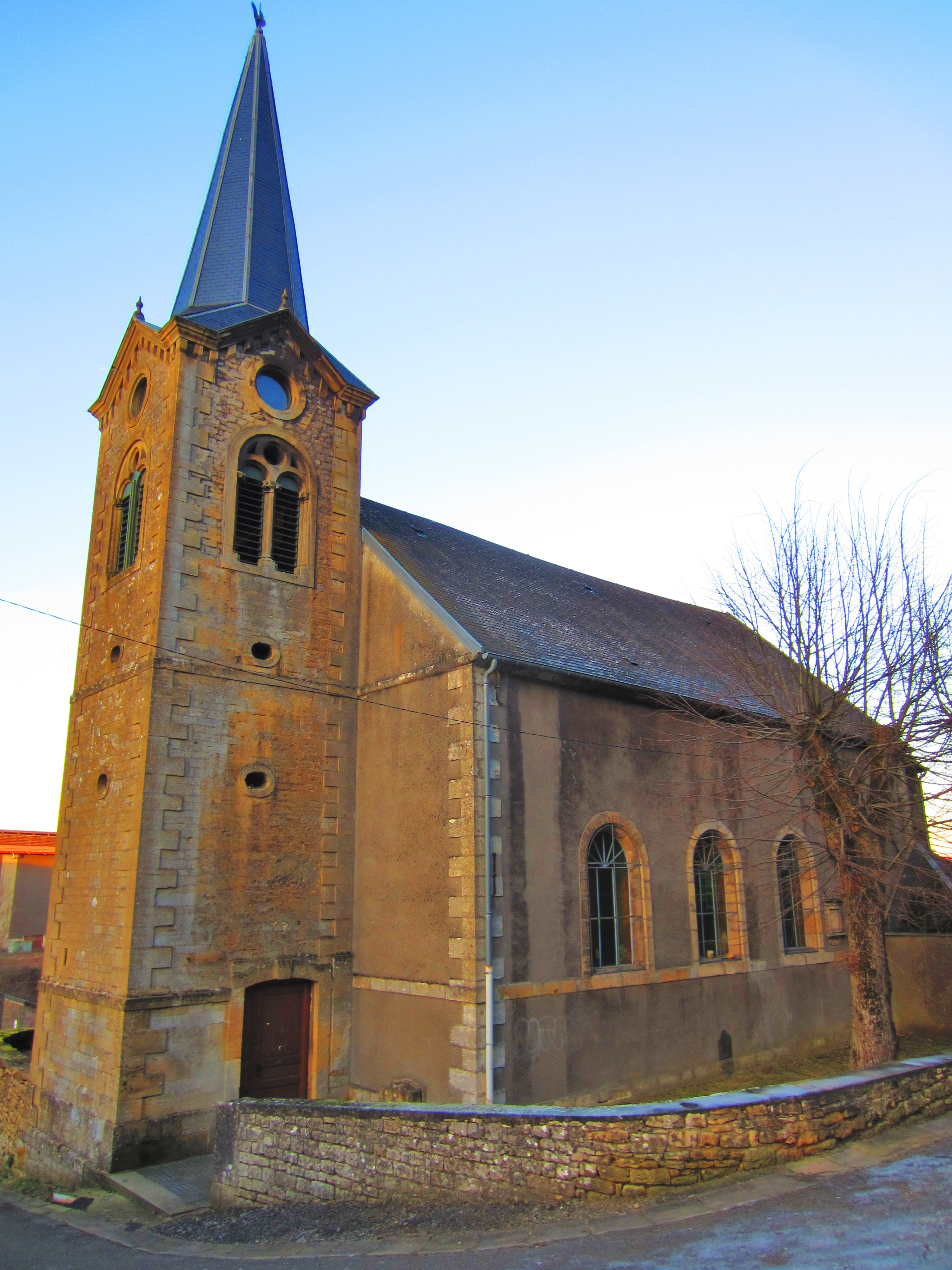
Église Saints-Pierre-et-Paul.
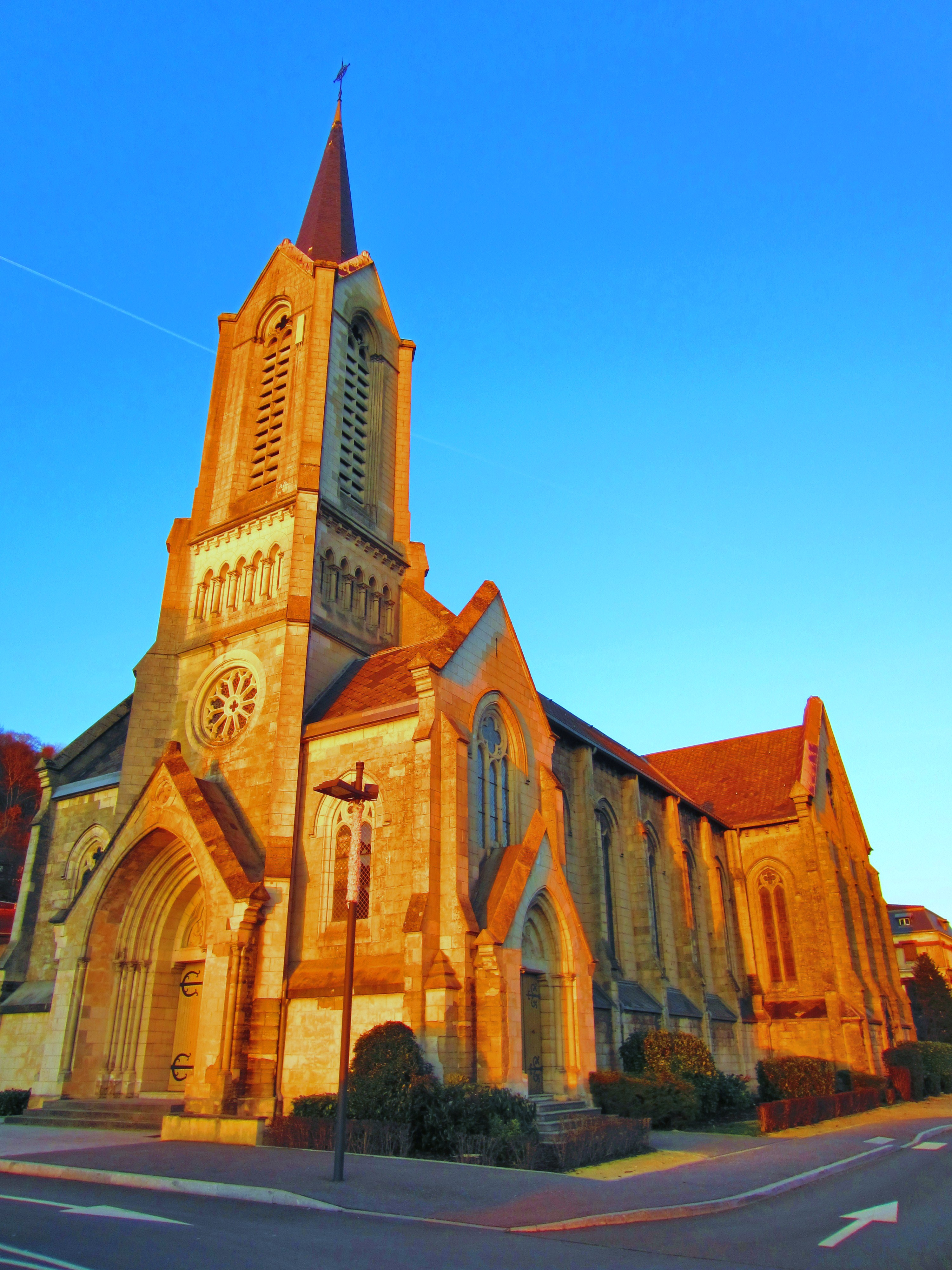
Église Notre-Dame-de-Senelle.
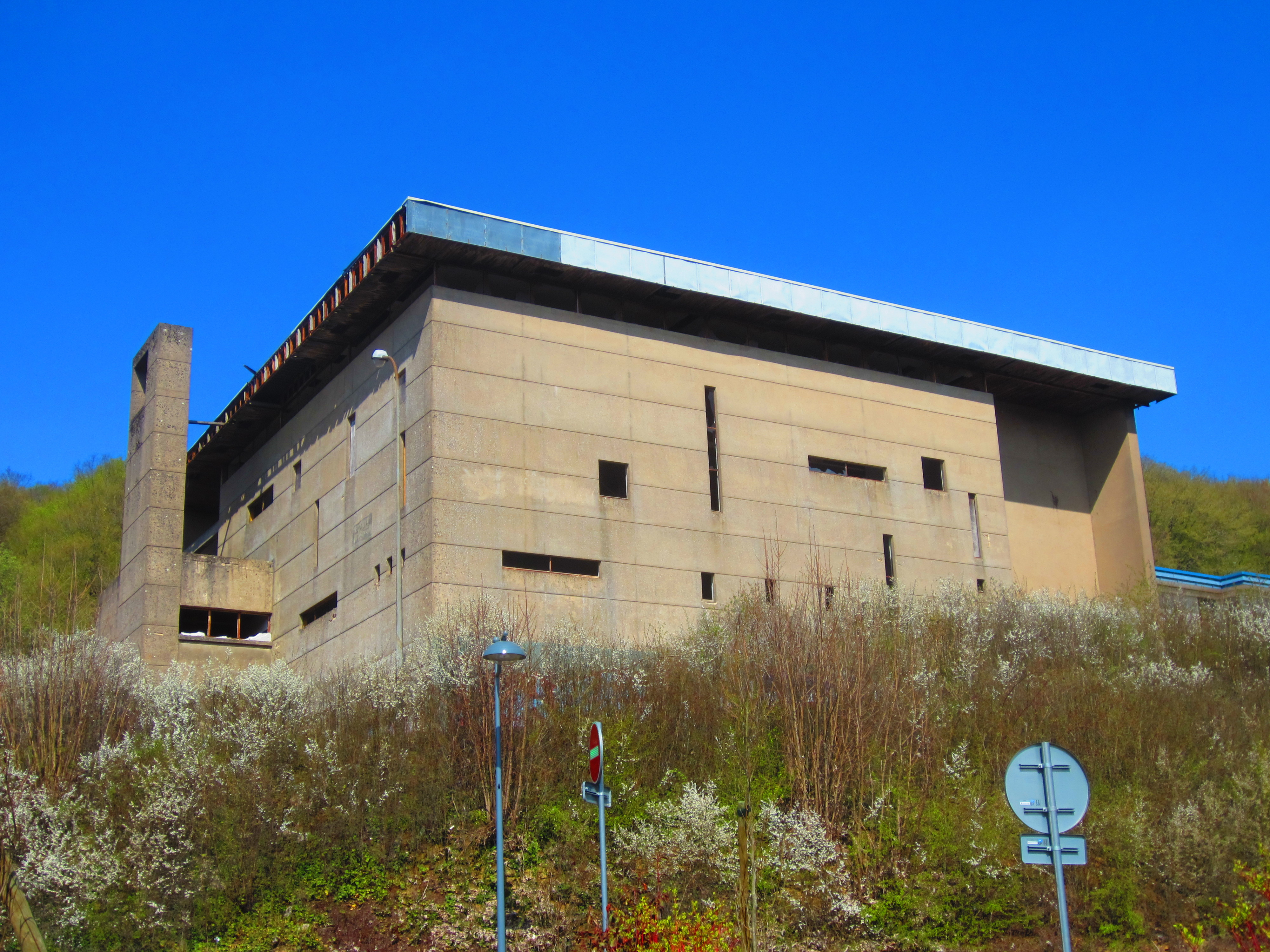
Église de Landrivaux.

- Des jeunes de Herserange ont peint en juin 2017 la fresque « Tolérance » sur mur de la salle des sports long de 86 m sous la direction de l'artiste luxembourgeois Raphael Gindt en hommage aux 4 membres ď'une famille d'Herserange, victimes de l’attentat du 14 juillet 2016 à Nice.

- L'émetteur du Bois de Châ, situé à 2 km du village, fait partie des émetteurs principaux du département, avec celui de Nancy-Malzéville.

### Personnalités liées à la commune
- Le peintre et graveur Théodore Valerio est né à Herserange le 18 février 1819.
- Christian Drouet, footballeur né à Herserange en 1947.
- Jean-Marc Leveratto, sociologue français né en 1953 à Herserange.

### Héraldique
| Blason de Herserange | Blason  | Parti : au premier palé de gueules et d'or de huit pièces, au second coupé : au I de sable à la roue d'engrenage d'or accompagnée de quatre foudres du même posées en sautoir, au II d'argent plain ; le tout chargé d'un haut-fourneau de sable cantonné d'argent sur le chef du coupé du parti senestre ; au chef de gueules chargé de trois alérions d'argent. |
| Blason de Herserange | Détails | Adopté vers 1952 |